# Sapahaqui (gemeente)
Sapahaqui is een gemeente (municipio) in de Boliviaanse provincie Loayza in het departement La Paz. De gemeente telt naar schatting 12.847 inwoners (2018). De hoofdplaats is Sapahaqui.